# Anthroponose
Die Anthroponose (griech.: anthrōpos ‚Mensch‘; nosos = ‚Krankheit‘) ist ein Sammelbegriff für Infektionserkrankungen mit Erregern, deren einziger natürliche Wirt der Mensch ist. Reservoir dieser Erreger ist somit stets der erkrankte bzw. der asymptomatisch besiedelte Mensch (z. B. Dauerausscheider).

## Übertragungswege
Die Übertragung erfolgt durch Tröpfcheninfektion, Haut- und Schleimhautkonlakt, fäkal-oral, über Vektoren oder Gegenstände (Türklinke), sexuell (genitaler. oraler oder analer Schleimhautkontakt) oder diaplazentar.

## Anthroponogische Erkrankungen
- Gonorrhoe
- Shigellen
- Keuchhusten
- Lepra
- Syphilis
- Diphtherie
- Typhus
- Masern
- Poliomyelitis
- Cholera